# ATP Pörtschach 2006 - Qualificazioni singolare
Le qualificazioni del singolare  dell'ATP Pörtschach 2006 sono state un torneo di tennis preliminare per accedere alla fase finale della manifestazione. I vincitori dell'ultimo turno sono entrati di diritto nel tabellone principale. In caso di ritiro di uno o più giocatori aventi diritto a questi sono subentrati i lucky loser, ossia i giocatori che hanno perso nell'ultimo turno ma che avevano una classifica più alta rispetto agli altri partecipanti che avevano comunque perso nel turno finale.
Le qualificazioni del torneo ATP Pörtschach 2006 prevedevano 32 partecipanti di cui 4 sono entrati nel tabellone principale.

## Teste di serie
1. Richard Gasquet (ultimo turno)
2. Rubén Ramírez Hidalgo (Qualificato)
3. Flávio Saretta (primo turno)
4. Hyung-Taik Lee (secondo turno)

1. Denis Gremelmayr (secondo turno)
2. Marc Gicquel (secondo turno)
3. Juan Mónaco (Qualificato)
4. Thierry Ascione (ultimo turno)

## Qualificati
1. Leonardo Azzaro
2. Rubén Ramírez Hidalgo

1. Juan Mónaco
2. Torsten Popp

## Tabellone

### Legenda
| - Q = Qualificato - WC = Wild card - LL = Lucky loser | - ALT = Alternate - SE = Special Exempt - PR = Protected Ranking | - w/o = Walkover - r = Ritirato - d = Squalificato |

### Sezione 1
|  | Primo turno        | Primo turno        | Primo turno        | Primo turno | Primo turno |  |  | Secondo turno | Secondo turno     | Secondo turno     | Secondo turno   | Secondo turno |   |   | Ultimo turno | Ultimo turno    | Ultimo turno | Ultimo turno | Ultimo turno |  |
|  |                    |                    |                    |             |             |  |  |               |                   |                   |                 |               |   |   |              |                 |              |              |              |  |
|  | 1                  | Richard Gasquet    | Richard Gasquet    | 7           | 6           |  |  |               |                   |                   |                 |               |   |   |              |                 |              |              |              |  |
|  |                    | Simone Vagnozzi    | Simone Vagnozzi    | 64          | 1           |  |  | 1             | Richard Gasquet   | Richard Gasquet   | 6               | 6             |   |   |              |                 |              |              |              |  |
|  | Jaroslav Pospíšil  | Jaroslav Pospíšil  | Jaroslav Pospíšil  | 6           | 6           |  |  |               | Jaroslav Pospíšil | Jaroslav Pospíšil | 4               | 1             |   |   |              |                 |              |              |              |  |
|  | Herbert Wiltschnig | Herbert Wiltschnig | Herbert Wiltschnig | 4           | 1           |  |  |               |                   |                   |                 |               |   |   | 1            | Richard Gasquet | 4            | 6            | 2            |  |
|  | Leonardo Azzaro    | Leonardo Azzaro    | Leonardo Azzaro    | 6           | 7           |  |  |               |                   |                   | Leonardo Azzaro | 6             | 1 | 6 |              |                 |              |              |              |  |
|  | Philipp Oswald     | Philipp Oswald     | Philipp Oswald     | 1           | 64          |  |  |               | Leonardo Azzaro   | Leonardo Azzaro   | 6               | 6             |   |   |              |                 |              |              |              |  |
|  | 5                  | Denis Gremelmayr   | Denis Gremelmayr   | 6           | 7           |  |  | 5             | Denis Gremelmayr  | Denis Gremelmayr  | 1               | 4             |   |   |              |                 |              |              |              |  |
|  |                    | Massimo Dell'Acqua | Massimo Dell'Acqua | 2           | 5           |  |  |               |                   |                   |                 |               |   |   |              |                 |              |              |              |  |

### Sezione 2
|  | Primo turno       | Primo turno           | Primo turno     | Primo turno | Primo turno |  |  | Secondo turno | Secondo turno         | Secondo turno         | Secondo turno   | Secondo turno   |   |   | Ultimo turno | Ultimo turno          | Ultimo turno          | Ultimo turno | Ultimo turno |  |
|  |                   |                       |                 |             |             |  |  |               |                       |                       |                 |                 |   |   |              |                       |                       |              |              |  |
|  | 2                 | Rubén Ramírez Hidalgo | 6               | 4           | 7           |  |  |               |                       |                       |                 |                 |   |   |              |                       |                       |              |              |  |
|  |                   | Jérémy Chardy         | 3               | 6           | 64          |  |  | 2             | Rubén Ramírez Hidalgo | Rubén Ramírez Hidalgo | 7               | 6               |   |   |              |                       |                       |              |              |  |
|  | Jurij Ščukin      | Jurij Ščukin          | Jurij Ščukin    | 6           | 6           |  |  |               | Jurij Ščukin          | Jurij Ščukin          | 63              | 4               |   |   |              |                       |                       |              |              |  |
|  | Eric Nunez        | Eric Nunez            | Eric Nunez      | 1           | 1           |  |  |               |                       |                       |                 |                 |   |   | 2            | Rubén Ramírez Hidalgo | Rubén Ramírez Hidalgo | 6            | 6            |  |
|  | Tobias Summerer   | Tobias Summerer       | 6               | 3           | 6           |  |  |               |                       | 8                     | Thierry Ascione | Thierry Ascione | 2 | 4 |              |                       |                       |              |              |  |
|  | Marcel Granollers | Marcel Granollers     | 3               | 6           | 3           |  |  |               | Tobias Summerer       | Tobias Summerer       | 4               | 2               |   |   |              |                       |                       |              |              |  |
|  | 8                 | Thierry Ascione       | Thierry Ascione | 6           | 6           |  |  | 8             | Thierry Ascione       | Thierry Ascione       | 6               | 6               |   |   |              |                       |                       |              |              |  |
|  |                   | Nicolás Todero        | Nicolás Todero  | 1           | 2           |  |  |               |                       |                       |                 |                 |   |   |              |                       |                       |              |              |  |

### Sezione 3
|  | Primo turno            | Primo turno            | Primo turno            | Primo turno | Primo turno |  |  | Secondo turno  | Secondo turno    | Secondo turno | Secondo turno | Secondo turno |   |   | Ultimo turno | Ultimo turno | Ultimo turno | Ultimo turno | Ultimo turno |  |
|  |                        |                        |                        |             |             |  |  |                |                  |               |               |               |   |   |              |              |              |              |              |  |
|  |                        | Martin Fischer         | Martin Fischer         | 6           | 6           |  |  |                |                  |               |               |               |   |   |              |              |              |              |              |  |
|  | 3                      | Flávio Saretta         | Flávio Saretta         | 4           | 1           |  |  | Martin Fischer | Martin Fischer   | 4             | 6             | 3             |   |   |              |              |              |              |              |  |
|  | André Ghem             | André Ghem             | André Ghem             | 6           | 6           |  |  | André Ghem     | André Ghem       | 6             | 1             | 6             |   |   |              |              |              |              |              |  |
|  | Markus Hipfl           | Markus Hipfl           | Markus Hipfl           | 1           | 2           |  |  |                |                  |               |               |               |   |   |              | André Ghem   | André Ghem   | 64           | 5            |  |
|  | Rainer Eitzinger       | Rainer Eitzinger       | Rainer Eitzinger       | 6           | 6           |  |  |                |                  | 7             | Juan Mónaco   | Juan Mónaco   | 7 | 7 |              |              |              |              |              |  |
|  | Javier Genaro-Martinez | Javier Genaro-Martinez | Javier Genaro-Martinez | 2           | 2           |  |  |                | Rainer Eitzinger | 6             | 1             | 3             |   |   |              |              |              |              |              |  |
|  | 7                      | Juan Mónaco            | Juan Mónaco            | 6           | 7           |  |  | 7              | Juan Mónaco      | 3             | 6             | 6             |   |   |              |              |              |              |              |  |
|  |                        | Adrian Ungur           | Adrian Ungur           | 3           | 5           |  |  |                |                  |               |               |               |   |   |              |              |              |              |              |  |

### Sezione 4
|  | Primo turno    | Primo turno         | Primo turno         | Primo turno | Primo turno |  |  | Secondo turno | Secondo turno  | Secondo turno  | Secondo turno | Secondo turno |   |   | Ultimo turno   | Ultimo turno   | Ultimo turno   | Ultimo turno | Ultimo turno |  |
|  |                |                     |                     |             |             |  |  |               |                |                |               |               |   |   |                |                |                |              |              |  |
|  | 4              | Hyung-Taik Lee      | Hyung-Taik Lee      | 6           | 6           |  |  |               |                |                |               |               |   |   |                |                |                |              |              |  |
|  |                | Marc López          | Marc López          | 3           | 3           |  |  | 4             | Hyung-Taik Lee | Hyung-Taik Lee | 5             | 3             |   |   |                |                |                |              |              |  |
|  | Ernests Gulbis | Ernests Gulbis      | Ernests Gulbis      | 6           | 6           |  |  |               | Ernests Gulbis | Ernests Gulbis | 7             | 6             |   |   |                |                |                |              |              |  |
|  | Rameez Junaid  | Rameez Junaid       | Rameez Junaid       | 3           | 0           |  |  |               |                |                |               |               |   |   | Ernests Gulbis | Ernests Gulbis | Ernests Gulbis | 6            | 0            |  |
|  | Torsten Popp   | Torsten Popp        | Torsten Popp        | 6           | 6           |  |  |               |                | Torsten Popp   | Torsten Popp  | Torsten Popp  | 7 | 6 |                |                |                |              |              |  |
|  | Stéphane Bohli | Stéphane Bohli      | Stéphane Bohli      | 2           | 2           |  |  |               | Torsten Popp   | Torsten Popp   | 7             | 6             |   |   |                |                |                |              |              |  |
|  | 6              | Marc Gicquel        | Marc Gicquel        | 6           | 6           |  |  | 6             | Marc Gicquel   | Marc Gicquel   | 6             | 4             |   |   |                |                |                |              |              |  |
|  |                | Sebastian Rieschick | Sebastian Rieschick | 3           | 1           |  |  |               |                |                |               |               |   |   |                |                |                |              |              |  |